# EPIC Racing

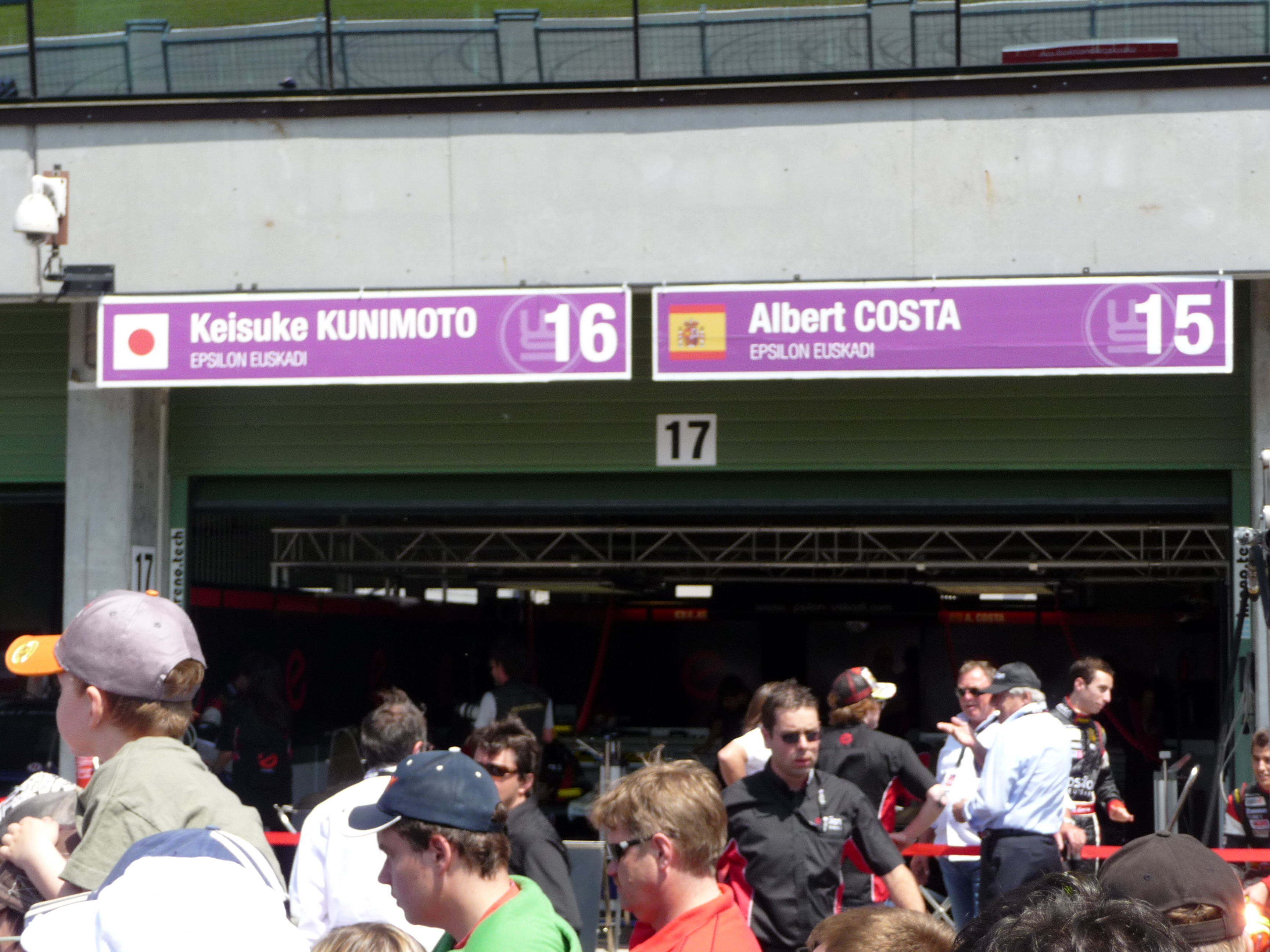
Cotxe d'Albert Costa.

EPIC Racing, és una escuderia radicada a Vitòria-Gasteiz es va fundar com a equip de carreres espanyol l'any 2011.Actualment està a les World Series by Renault a la Fórmula 2.0 i 3.0. Corren Alex Riberas i Florian Le Roux a la 2.0 i Albert Costa i Sten Pentus a la 3.5.